# Итаока
Итаока (порт. Itaoca)  —  муниципалитет в Бразилии, входит в штат Сан-Паулу. Составная часть мезорегиона Итапетининга. Входит в экономико-статистический  микрорегион Капан-Бониту. Население составляет 2856 человек на 2006 год. Занимает площадь 182,495 км². Плотность населения — 15,6 чел./км².

## История
Город основан 31 декабря 1991 года. 

## Статистика
- Валовой внутренний продукт на 2003 составляет 11.185.339,00 реалов (данные: Бразильский институт географии и статистики).
- Валовой внутренний продукт на душу населения на 2003 составляет 3.696,41 реалов (данные: Бразильский институт географии и статистики).
- Индекс развития человеческого потенциала на 2000 составляет 0,650 (данные: Программа развития ООН).